# Траг живота
Траг живота (енгл. Life) је амерички научнофантастични трилер филм из 2017. године редитеља Данијела Еспинозе а по сценарију Рета Риза и Пола Верника. Продуценти филма су Дејвид Елисон, Дана Голдберг, Бони Картис и Џули Лин. Музику је компоновао Џон Екстранд.
Глумачку екипу чине Џејк Џиленхол, Ребека Фергусон, Рајан Рејнолдс, Хиројуки Санада, Аријон Бакаре и Олга Диовичнаја. Светска премијера филма је била одржана 24. марта 2017. у Сједињеним Америчким Државама.
Буџет филма је износио 58 000 000 долара, а зарада од филма је 99 100 000 долара.

## Радња
Прича научнофантастичног трилера Траг живота врти се око шесточлане посаде на међународној свемирској станици која се налази на ивици једног од најважнијих открића у историји цивилизације: првог доказа живота на Марсу. Како посада полагано започиње своје истраживање, њихове методе доводе до нежељених последица, нови облик живота показује се пуно интелигентнијим него што је ико могао очекивати.

## Улоге
| Глумац          | Улога              |
| --------------- | ------------------ |
| Џејк Џиленхол   | Дејвид Џордан      |
| Ребека Фергусон | Миранда Норт       |
| Рајан Рејнолдс  | Рори Адамс         |
| Хиројуки Санада | Шо Мураками        |
| Аријон Бакаре   | Хју Дери           |
| Олга Диовичнаја | Катерина Головкина |